# Постійність розуму
«Постійність розуму» («La costanza della ragione») — італійсько-французький кінофільм 1964 року, знятий режисером Паскуале Феста Кампаніле, з Самі Фреєм і Катрін Денев у головних ролях.

## Сюжет
Бруно — молодий флорентійський фрезерувальник і комуністичний активіст. Він заходить так далеко, що відмовляється від нової роботи з ідейних переконань. Незабаром він зустрічає Лорі, молоду жінку з дуже рішучими поглядами...

## У ролях
- Самі Фрей: Бруно
- Катрін Денев: Лорі
- Енріко Марія Салерно: Мілло
- Норма Бенгель: Івана
- Андреа Чеккі: батько Лорі
- Серджо Тофано: Дон Боніфаці
- Глауко Маурі: Луїджі
- Валерія Моріконі: Джудітта
- Карло Пальмуччі: Джорджіо, друг Бруно
- Децимо Крістіані: Армандо, друг Джорджіо
- Ліа Анджелері: мачуха Лорі

## Знімальна група
- Режисер: Паскуале Феста Кампаніле
- Сценарій: Фабіо Карпі, Паскуале Феста Кампаніле
- Оператор: Енніо Гарньєрі
- Монтаж: Руджеро Мастроянні
- Художник: П'єр Луїджі Піцці
- Композитор: Джорджо Цінці
- Костюми: Габріелла Пескуччі
- Продюсер: Нелло Меніконі, Лучано Перуджа